# دهستان کوخرد
دهستان کوخرد یکی از دهستان‌های بخش کوخردهرنگ از توابع شهرستان بستک در غرب استان هرمزگان در جنوب ایران است. این دهستان، شامل ۲۷ روستای بزرگ وکوچک است.

## جمعیت
جمعیت دهستان کوخرد طبق سرشماری عمومی نفوس و مسکن در سال ۱۳۸۵، برابر با ۵٬۹۵۰ نفر (۱٬۲۰۶ خانوار) بوده‌است

## محدودهٔ دهستان کوخرد
دهستان کوخرد از شمال به رشتهٔ کوه ناخ و از سمت جنوب به رودخانه مهران و کوه خآب و از سمت مغرب به دهستان هرنگ که دیگر دهستان بخش کوخرد است، و از سمت مشرق به روستای چالهٔ کوخرد محدود می‌گردد.

## پیشینه
دهستان کوخرد یکی از قدیمی‌ترین دهستان‌های بخش کوخرد در شهرستان بستک هرمزگان است. از گفتاره کهن سالان روایت است که کوخرد زرتشتینشین (گبر) بوده‌است و پنج هزار سال قبل از اسلام تاریخ دارد و در زمان قدیم به نام شهرسیبه معروف بوده‌است. کتاب تاریخ کامبریدج عن تاریخ ایران، جلد ششم از کوخرد وکاروان‌های بازرگانی و راه‌های آن دوران نام برده‌است.
بنا به گفته ریش‌سفیدان محل، نام قدیم کوخرد سیبه بوده‌است و حاکمان این محل مناطق بسیاری را زیر نظر داشته‌اند به‌طوری‌که خرما و محصولات کشاورزی از بستک و روستاهای اطراف آن که تحت تصرف آن‌ها بوده به سیبه «کوخرد» انتقال داده می‌شده‌است و در «بازار سیبه» که یکی از مشهورترین بازار منطقه در آن دوران بوده‌است به عرصهٔ فروش گذاشته می‌شده‌است. مردم سیبه پس از ورود دین اسلام در عهد خلیفه دوم عمربن خطاب مسلمان می‌شوند و نام سیبه را به «کُویِ خِرَد» تغییر می‌دهند که به معنای دیار عاقلان و دانایان و خردمندان و هوشیاران است که در اثر کثرت استعمال و با گذشت زمان به کوخرد تبدیل می‌شود.
روستای کوخرد در ۲ کیلومتری شمال رودخانه مهران واقع است.

## روستاهای تابعه
دهستان کوخرد در جلسه مورخ ۲۸ / ۶/ ۱۳۸۳ هیئت دولت بنا به پیشنهاد شمارهٔ مورخ ۲۹ / ۶/ ۱۳۸۳ وزارت کشور و به استناد ماده (۱۳) قانون تعاریف و ضوابط تقسیمات کشوری- مصوب ۱۳۶۲- با رعایت تصویب‌نامه شماره ۵۸۵۳۸/ت۲۶۱۱۸هـ مورخ ۲۲ /۱۲ /۱۳۸۰ تغییرات و اصلاحات تقسیماتی زیر را در استان هرمزگان ارتقاء دهستان کوخرد تصویب نمودند. «دهستان کوخرد» «دهستان کوخرد» ۲۷ روستا توابع دارند که در سمت مشرق دهستان قرار دارند و به شرح زیر است: «آسو (بستک)، بار، بار ترک، بدمستان، بربار، پر احمد، پر درو، تخت گرو (نخل گرو)، تشتو، تلخ اطهر، چاله، چارون، دیخور، دهنو کوخرد، صالح‌آباد (شهرک فجر)، عالی جان، کرون (بستک)، کنارزرد، کوخرد، کوران، کوردان، گریند، گوچی، لاور شیخ، لاور دین، مِهران، پس دوچنگ، مزاجان و یُرد در تابعیت شهرستان بستک است.».
در آن زمان مرکز بلاد یا منطقه، روستای کوخرد (سیبه) بود.
در آن دوران افرادی به نام حاکم زندگی می‌کردند، قلعه وقشون هم داشتند و از مردمان فقیر هفتاد یا هشتاد روستای توابع باج و خراج می‌گرفتند و از این راه امرار معاش می‌کردند، نخلستانهای اطراف بستک وزمین‌های کشت دیم به کُوخِردی‌ها تعلق داشت، هرسال یک بار از کوخرد افرادی به بستک می‌آمدند ودرختان میوه را غرس می‌کردند، کوخرد قدیمی‌ترین مناطق شهرستان بستک است.
آثار و بناهای تاریخی بسیاری وجود دارد که گویای این قدمت و تاریخ است.
دهستان کوخرد که تاریخ گذشتهٔ آن به دورهٔ قبل از اسلام بر می‌گردد بدین صورت در زبان عامیان وجود دارد که مردمانی در شهر بزرگی به نام «شهرسیبه» زندگی می‌کردن که این مردمان بر اثر سیلی عظیم که از آبراه‌های کوه‌های شمال آن کوه ناخ به وجود آمده از بین رفته‌اند و تعدادی باقی‌مانده‌اند که بنای روستای کوخرد را نهادند.
در این دهستان آثار بسیاری از گذشتگان دور مردمان «شهرسیبه» بدست آمده‌است. آثار تاریخی گوناگونی نیز وجود دارد که هر عابری یا هر شیفته تاریخی به سوی او می‌شتابد.

## آثار تاریخی

### دوگنبدان
مجموعهٔ دو گنبدان، آرامگاه علمای کوخرد است. این آرامگاه‌ها در میان گورستان دهستان کوخرد و در هزار متری غرب دهستان واقع شده‌است. این بنای تاریخی توسط یکی از مشهورترین معماران شهرستان بستک، حاج محمد شریف کاظم معمار بنیادگذاری شده‌است. این بنای تاریخی و مذهبی، به عنوان یکی از آثار ملی توسط سازمان میراث فرهنگی کشور با نام «مجموعهٔ دو گنبدان» به ثبت رسیده‌است. این اثر برجسته و تاریخی بین سال‌های ۱۱۴۹ تا ۱۱۵۱ه. ق. ساخته شده و یکی از نقاط دیدنی استان هرمزگان در جنوب ایران است.
مجموعهٔ دو گنبدان، در ابتدای ورودی مرکز بخش کوخرد از مسیر بستک به کوخرد و در غرب کوخرد قرار دارد. این اثر فرهنگی به سبک و شیوه معماری هندی ساخته شده‌است و چندین بار توسط خیرین و انجمن میراث فرهنگی کوخرد بازسازی شده‌است.

### شهر باستانی سیبه
شهر سیبه (کوخرد) یکی از شهرهای باستانی شهرستان بستک در غرب استان هرمزگان در جنوب ایران است. این شهر تاریخی (ساسانی) در بخش کوخرد واقع است. بخشی از این شهر تاریخی در حال حاضر زیر دهستان کنونی «کوخرد» مدفون است و روی بخش دیگری از آن گورستان، این دهستان قرار گرفته‌است. باستان‌شناسان از آن به عنوان شهر فراموش شده ساسانیان یاد می‌کنند.

### حمام سیبه
حمام سیبه نام گرمابه‌ای تاریخی است در روستای کوخرد از توابع بستک واقع در بخش کوخرد شهرستان بستک در غرب استان هرمزگان. حمام سیبه که برای منطقه حائز اهمیت است به گفته باستان‌شناسان مربوط به دوره قبل از اسلام است. حمام سیبه، از آثار تاریخی و از نقاط دیدنی استان هرمزگان در جنوب ایران است.
حمام سیبه به صورت برکه‌ای سربسته با شیارهایی در اطراف آن در زیر زمین مدفون بوده که با آمدن باران بخشی از این سازه قدیمی و تاریخی و یکی از آثارهای مهم باستانی کوخرد از زیر خاک نمایان می‌شود.

### ترنه
تِرِنُه به سازههای دایره مانندی گفته می‌شود که در میان رودخانه مهران بخش کوخرد قرار گرفته‌اند که یکی از نقاط دیدنی استان هرمزگان است. ساخت چنین سازه‌هایی کهن در میان آب رودخانه بسیار شگفت‌انگیز است. این قنات‌ها و همچنین ترنه در زمان زرتشتیان که پیش از اسلام در سیبه (نام قدیم کوخرد) زندگی می‌کردند ساخته شده‌است و یکی از آثار باستانی بخش کوخرد است، این بنا در دی ماه ۱۳۸۲ خورشیدی به ثبت آثار ملی ایران رسیده‌است.
این ساختمان‌ها آب شیرین را از یک سوی رودخانه شور به سوی دیگر می‌بردند و بخش‌های این سازه از پائین و زیر آب به هم وصل بودند. آب یک رشته از این قناتها به‌وسیله «ترِنه» به آن سوی رودخانه مهران برده می‌شده و به زمین‌های کشاورزی می‌رسیده‌است.

### قلعه‌های شهرسیبه
شهر سیبه (کوخرد) دارای سه قلعه مهم بوده‌است:
قلعه سیبه
دژی تاریخی است در دهستان کوخرد که یکی از نقاط دیدنی استان هرمزگان در جنوب ایران است. قلعه سیبه مقر حاکم قلمرو سیبه در زمان زرتشتیان (گورها) بوده‌است که بر این منطقه حاکم بوده‌اند.
قلعه آماج
قلعه آماج، یکی از دژهای تاریخی منطقه کوخرد است.
این قلعه در زمان حکومتی سیبه بر منطقه وجود داشته‌است و قرارگاه لشکر حاکم سیبه بوده‌است.
قلعه توصیله
قلعه توصیله یکی از قلعه‌های سه‌گانه و تاریخی کوخرد است. پیشینیان کوخرد یعنی منطقه تاریخی سیبه در نگهداری و نگهبانی از جان و مال و چاه‌ها و نخلستان‌ها و کشتزارهای خود در دو رشته کوه‌های شمالی و جنوبی کوخرد قلعه‌ها و استحکاماتی داشته‌اند که هنوز آثار آن‌ها باقی‌مانده‌است. دژی به نام قلعه توصیله در قله کوه پَرِ توصیله در گری زامردان در کوه ناخ در شمال کوخرد ساخته بوده‌اند. در روزگار حکمران وقت سیبه بر منطقه نگهبانانی در این قلعه نظارت ورود و خروج وراهای قلعه سیبه و منطقه را به عهده داشته بوده‌اند و به حکم موقعیت قلعه که بر فراز قلهٔ کوهی بلند قرار داشته بود تمام منطقه سیبه و راه‌های پیرامون آن به‌وسیله دیده‌بان‌ها نظارت می‌شده‌است.

### بازار سیبه
منطقهٔ کوخرد دارای یک بازار بزرگ به نام «بازار سیبه» بوده‌است که خرابه‌های این بازار هنوز در یک کیلومتری کوخرد از طرف مغرب به چشم می‌خورد. همچنین خراب‌های خانه‌های سیبه که از سنگ و ساروج ساخته شده بوده‌اند، در اثر سیل سال ۱۳۷۱ خورشیدی در درواه شمو که سابقاً به نام درواه (عالی) معروف بود از زیر خاک بیرون آمده بود. بازار سیبه یک بازار بسیار بزرگ به شکل مستطیل بوده‌است که از شمال به‌طرف جنوب، این بازار در دره عالی قرار داشته، که آثارش هنوز باقی‌مانده‌است.
اهالی کوخرد در زمان قدیم به شغل کشاورزی و دام پروری مشغول بوده‌اند، آثار وشواهد موجود نشان می‌دهد که زندگی روستائی وتلاش‌ها وفعالیتهای تولیدی کشاورزی از روزگار پیش و حتی قبل از اسلام در منطقه کوخرد وجود داشته‌است و این منطقه آباد و به نام «سیبه» معروف بوده‌است.
در کوه‌های شمالی وجنوبی کوخرد دوحلقه چاه قدیمی وجود دارد، یکی در کوه شمالی کوخرد که به نام کوه ناخ معروف است، در دره‌گری زامردان، ودیگری در کوه جنوبی (کوه زیر) و به نام پشت قلات معروف است.
دهستان فعلی کوخرد جدید است، ولی ساختمان قدیمی کوخرد که به نام «سیبه» معروف بوده در مغرب دهستان فعلی قرار داشته وبسیار بزرگ بوده‌است که هنوز آثار حمام و برج و بارو وزیر زمین‌ها و آب انبارهایش (برکه) وجود دارد که بشکل مستطیل می‌باشند و از سنگ وساروج ساخته شده‌است، آب انبار حوض یا استخر سرپوشیده‌ای است که برای ذخیره آب معمولاً در زیر زمین ساخته می‌شود. در مناطق کم‌آب و کویری آب‌انبار را از آب باران یا جویبارهای فصلی پر می‌کنند. آب معمولاً در زمستان ذخیره شده و در تابستان به کار می‌رود. آب انبارها از جمله تأسیسات وابسته به قنات هستند. نحوه ساخت آب انبار، تصفیه و عایق بندی آن با اصول مهندسی و علمی مطابقت دارد. برای تصفیه از روش‌های فیزیکی و شیمیایی استفاده می‌شود. ته‌نشین شدن مواد زاید، اضافه کردن حجم مشخصی از نمک به منظور تجزیه آن و میکروب کشی توسط کلر آزاد شده، استفاده از ترکیبات آهکی جهت گندزدایی و استفاده از کیسه‌های زغال به منظور بوگیری از جمله این روش‌ها است.
آثارهای گوناگون وبقایای قلعه‌ها وخرابه‌های قناتها که در کوه شمالی و جنوبی، وجود دارند از قدیمی بودن این دهستان
سخن می‌گویند، نزدیک آثار حمام‌ها که قبلاً ذکر شد
چاهی بعمق ۲۵ متر دیده می‌شود که دارای ساختمان
بسیار قدیمی است و به نام چاه عالی معروف است، مردم
معتقدند آب آن بسیار شیرین بوده وقبل از اسلام ده
آبادی بود که متعلق به زرتشتیان بود است، در کوه‌های شمال کوخرد آثاری مانند قلعه‌هایی وبرج وجود دارد که از
زمان گبرها به جا مانده‌است. گویند نام سیبه نام یکی از متنفذین ملوک الطوایفی یهود یا زرتشتی بوده‌است که ساختمان چاه‌ها و قلعه‌های مذکور به او نسبت داده شده‌است مانند (قلعه سیبه)، که قبل از اسلام در سیبه (کوخرد) زندگی می‌کرده أند.

### پاراو کوخرد
پاراو کوخرد نام دورشته قنات است درغرب وشمال وجنوب دهستان کوخرد در بخش کوخرد شهرستان بستک در غرب استان هرمزگان و از نقاط دیدنی استان هرمزگان در جنوب ایران واقع شده‌است.
بقایا و آثار این قناتها هنوز باقی‌مانده‌است. ویکی از آثارهای دوران (ساسانیان) است.
قنات یا کاریز «در تلفظهای محلی گاه کهریز» نیز نامیده می‌شده‌است. کانالی است که از دیر باز برای مدیریت آب در زمین می‌ساخته‌اند. کاریز یا قنات به رشته چاه که آب یک «مادر چاه عمیق» را برای شرب وکشت وکار به سطح زمین می‌رساند گفته می‌شود. از طرف غرب کوخرد تادشت پاراو دورشته قنات بوده‌است که چاه‌های آن هنوز به نام (قنات پاراو کوخرد) مشهور است، و مردم آنهارا متعلق بدوران پیش از اسلام می‌دانند وبزمان ولایت سیبه تعلق می‌دانند.

### سد بز
سد بز، در جنوب رودخانه مهران وزیر تنب جلالی آثار سدی بزرگ وجود دارد که به نام «سد بز» معروف است، این سد در سال ۱۱۰۰ هجری قمری قبیله آل جعفر بنیان کردند، ولی در اثر هجرت بنیادگذاران سد به سوی شارجه وتعمیر نشدن سد و بعلت بارش باران و جمع شدن آب در پشت سد، در سال ۱۳۰۱ هجری قمری سد شکست وبا شکستن سد مردم نخل‌ها وباغ وبستانهایشان را ازدست دادند، آثار این سد بزرگ حکایت از قدیمی بودن کوخرد دارد، ویکی از آثار مهم وتاریخی کوخرد به‌شمار می‌آید، و در دره بست گز آثاری در سنگ نقش شده‌است وجداولی درسنگ حفر شده که از آثار (حاجی جعفر گَپ) است در دره بست گز.
از غرب دره کنخور تپه‌ای است به نام پَرحَسِینو در این تپه تخته سنگ بزرگی وجود دارد، ازوسط این تخته سنگ چشمه آب کوچکی جاری است که حالا ربع اینچ و شاید هم کمتر آب دارد، در پائین این چشمه یک
ظرف ظرف سفالی (احسن تار) از قدیم گذاشته شده‌است که این آب قطره قطره بداخل «احسن» (ظرف سفالی) ریخته می‌شود و در احسن جمع می‌شود، بیابان گردها از این آب استفاده می‌کنند، وجود این‌گونه آثار زندگی باستانی و نیز تاریخچه‌های آن‌ها که به صورت داستان سینه به سینه نقل وضبط شد است در اغلب نقاط دهستان کوخرد و روستاهای توابع آن وجود دارد که تحقیق دربارهٔ آن‌ها از راه پزوهش‌های محلی و مطابقت دادن آن‌ها باهم نکات تاریکی از زندگی مردمی که سالیان پیش در این منطقه می‌زیسته‌اند روشن خواهد نمود که آن خود موضوع کتاب دیگری می‌تواند باشد.

## سیبه در دوران قدیم
کوخرد یا (سیبه) در دوران قدیم دارای دو محلهٔ بزرگ بوده‌است که به شرح زیر می‌باشند:
- - محله أول: به نام «محلهٔ بُنجُرون» معروف بوده‌است، اما دربارهٔ وجه تسمیه آن چنین روایت است که می‌گویند ساکنین این محله زبانی خاص داشته‌اند، ومردم سیبه چون نمی‌توانستند زبان این قوم را بفهمند، به این مردمان می‌گفتند «مردمان زبان بنجیری» یعنی زبان این مردمان مانند زبان گنجشک است چون کلمه (بُنجیر) به لهجهٔ محلی به معنای گنجشک است، که البته زبان گنجشک کسی نمی‌تواند بفهمد، به همین جهت این محله به (محلهٔ بُنجُرون) مشهور بوده‌است، مردم این محله از هندوها بودند که مذهب آنان هندوئیسم است، که در سیبه (کوخرد) به آن‌ها می‌گفتند گبرها (گورها) این گبرها زرگر بودند و به طلاسازی اشتغال داشتند ومالک زمین نیز بودند وآثاری از ایشان برجای مانده ویکی از این آثار جا خرمنی است به نام جا خرمن بمبئی، در این جا خرمن مردم جو و گندم (خَرمَن) می‌کردند و بمبئی شهری بسیار بزرگ وپایتخت تجاری هندوستان است.[۱۳]

اما موقعیت «محلهٔ بُنجُرون» درجای خانه بهداشت کنونی بوده‌است تاخرابه‌های «خانه مَدحَسَن خانی» که معروف است به (پَرَکن) مدحسن خانی، و در جنوب برکه (شیخ) واقع است، و در امتداد مدرسه راهنمایی پسرانه تارسیده به پشت خانه ایوب، و از غرب خانه ایوب از پشت خانه احمد حاجی عبداللطیف از طرف شمال قسمتی از خرابه‌های محلهٔ بُنجُرون است.
خانه‌های قدیمی با سبک خاصی ساخته بودند، و زمین‌های جوکاری که از طرف غرب و جنوب غربی «خانه احمد حاجی عبداللطیف» است و به زمین (پرکن) معروف است قسمتی از خرابه‌های محلهٔ بُنجُرون
به شمار می‌آید، قبرستان محلهٔ بنجرون درجایی که مدرسه جامی بنیان شده‌است بوده‌است، این قبرستان‌ها وقتی که مأموران از طرف دولت آمده بودند که جای مدرسه جامی تعیین کنند توسط مردم خراب شد، مردم رفته بودند که جای مدرسه انتخاب کنند، و بچه‌های (مکتبخانه) را به آنجا بردند که سنگ وریگ از محوطهٔ مدرسه جمع کنند، آن زمان بچه‌ها در مکتب خانه ملا سید عبدالله سید رضا درس می‌خواندند، این واقعه در زمستان سال ۱۹۶۶ میلادی رخ داده‌است، چنان‌که یک شاهد عینی می‌گوید: من درست یاد دارم که آنجا قبرستان وجود داشت، در این موقع مرحوم آقای عبدالله حاجی رضا آگاهی در یک لباس سربازی جلو بچه‌های مکتب خانه بامشق نظامی راه می‌رفت، این قبرستان‌ها به نام قبر
(لوره) پیش مردم کوخرد معروف بود، و بعد از اینک این قبرها از بین می‌برند ساختمان مدرسه جامی در آن
محوطه بنیان می‌کنند، که تاکنون پابرجا مانده‌است و دانش آموزان در آن درس می‌خوانند. خوش بختانه یادداشت قسمتی از این واقعه در دفتر خاطرات یکی از کوخردی‌ها که در آن زمان از شارجه به کوخرد آمده بوده‌است ثبت شده‌است، این اطلاعات به «محلهٔ أول» که به (محلهٔ بُنجُرون) معروف بوده‌است تعلق دارد.
- - محلهٔ دوم: یکی از مراحل مهم تاریخ قدیم کوخرد به‌شمار می‌آید، گفته شده‌است که یک محلهٔ بزرگ بنام( سیبا) یا ( سیبه) بوده‌است، حدوداً منطقه‌ای بوده از طرف چاه عالی نزدیک «برکه گرد» (البته در آن زمان برکه گرد وجود نداشته وبعداً درست شده‌است) تا رسیده به «برکه هیل ومیخکی» و در امتداد (درواه عالی) که حالا به درواه شمو معروف است، از طرف مغرب (قبله) «زیارت سید مدی احمد»، هنوز آثار تنب خاک جای شالوده‌های آن به چشم می‌خورد و از طرف مشرق (لوز) از وسط محلهٔ بُنجُرون که آثار آن هنوز باقی‌مانده‌است، و به نام (پَرَکُن) معروف است، و از طرف جنوب ازبند آماج که حالا جای نخل‌های حاجی غلوم وبند علی قصاب است، وقسمتی از زمین فوتبال (جاه خرمن سابق) که بچه‌ها آنجا فوتبال بازی می‌کنند، اما از طرف شمال از «برکه لکشور» و «برکه هیل و میخکی» و چند برکه‌های (دراز) که آثار آن‌ها از طرف مشرق برکه لکشور باقی‌مانده‌است. همان‌طور که قبلاً گفتیم قوم سیبه قبل از اسلام زندگی می‌کردند وبت پرست بودند، که البته جای عبادت شان معبد یا (عبادتگاه) بوده‌است، این معبد از طرف شمال برکه‌ای که (برکه وه مسجد) نام دارد قرار داشته‌است، ولی در اصل نام این برکه (برکه وه معبد) بوده‌است نه برکه وه مسجد، چون قوم سیبه مسلمان نبودند وجای عبادت گاه‌شان معبد بوده‌است نه مسجد.

بعد از دخول دین اسلام در اقلیم فارس، مردم سیبه یکپارچه دین اسلام پذیرفتند و دین اجدادشان که
(گوری یا زرتشتی بود) رها کردند، و معبدشان نیز به مسجد تبدیل کردند، همچنین برکه‌ای که درجوار معبد بود
به برکه مسجد تبدیل نام یافت، که از آن به بعد می‌گفتند (برکه وه مسجد)، البته آثار این معبد که بعداً به مسجد تبدیل شد تاچند سال بعد هم وجود داشته بود، و بعد از اینکه مسجد جامع قدیمی کوخرد که به نام (مسجد جامع قبله) معروف بود بنیان کردند نیز آثار مسجدی که به روی خرابه‌های معبد سیبه درست کرده بودند برجای مانده بود ولی در اثر سیل درواه شمو کم‌کم آثار این مسجد به کلی ناپدید شد. همچنین یکی از جاهای قدیمی وتاریخی کوخرد محوطه‌ای بوده‌است که به نام بون خیر مشهور بوده‌است.

### مسجد جامع قبله
مسجد جامع قبله نام مسجدی است واقع در دهستان کوخرد در بخش کوخرد شهرستان بستک استان هرمزگان ایران. این مسجد در سال ۱۳۱۰ هجری قمری ساخته شده‌است.
ومبلغ یک هزار (۱۰۰۰) تومان خرج مسجد شده بوده‌است، واستادی که مسجد بنیان کرده بود حاجی ملا محمد شریف کاظم نام داشته‌است، وامام مسجد به نام حاجی ملا مصطفی کوخردی معروف بوده‌است، که ایشان جَّد حاجی ملا مصطفی کهتوئی کوخردی هستند وتاسال ۱۳۳۰ هجری قمری امامت مسجد بر عهده داشته بوده أند، ودرماه رجب سال ۱۳۳۰ هجری در گذشته‌است. مسجد قبله یک تحفه فنی معماری اسلامی وتاریخی بوده‌است ویکی از آثار باستانی کوخرد به‌شمار می‌آمده‌است، همچنین دربغل برکه که به (برکه وه مسجد) معروف است یک درخت گز بزرگی وجود داشته بوده‌است (که البته حالا این درخت وجود ندارد)، این درخت به نام «گز سیبه» معروف بوده‌است، از این ماجراها هشتاد در صد کوخردی‌ها اطلاع دارند وباز گو می‌کنند.

### چاه چرخ گاوی
چاه چرخ گاوی یا در گویش بومی لارستانی و کُوخِردی گاو و گوچه یکی از ابزار آبیاری ابتکاری و جالب است که سالیان دراز برای تأمین آب کشاورزی در جنوب ایران به ویژه در بخش کوخرد شهرستان بستک در غرب استان هرمزگان معمول بوده‌است، اهمیت این روش در آن است که با یک سیستم ساده نیروی محرک گاو را که در جهت افقی است در یک جهت عمودی که صرف بالا آوردن مشک سی لیتری آب از درون چاه می‌شود تبدیل می‌نماید.
چاه چرخ گاوی یا (گاو و گوچه) همان‌طور که به گویش محلی آن را می‌نامند، ابتکاری بسیار شگفت انگیر وجالب از دوران پیشین در منطقه بستک هرمزگان و به ویژه سیبه قدیم بوده‌است. این ابتکار تنها وسیلهٔ آن دوران برای تهیهٔ آب بوده‌است که بوسیلهٔ مردمان زحمت کش منطقه به وجود آمده بوده‌است. نیاز آب در این منطقهٔ گرمسیری مردم را وادار کرده بود که دست به چنین ابتکاری جالب بزنند و چاه‌های چرخ گاوی را ایجاد نمایند، در آن دوران تنها مصدر آب در منطقه به اضافهٔ قنات از چاه چرخ گاوی بوده‌است که این أخیر بوسیلهٔ نیروی گاو و گاویار آب از قهر چاه به بالا کشیده می‌شده‌است و مورد استفاده مردم و آبیاری باغ‌ها و محصولات کشاورزی قرار می‌گرفته‌است. در حال حاضر این روش و این ابتکار جالب آبیاری به گوشهٔ فراموشی سپرده شده‌است، و شاید به کلی نابود وناپدید گردیده‌است، وموتورهای برقی و پمپ آب جای آن‌ها هارا گرفته‌است، منتهی در بعضی جاها آثاری از آن برجای مانده‌است که به صورت مخروبه ومتروکه دیده می‌شود، وجود آثار این ابتکار جالب و این روش آبیاری در منطقه، امروزه یکی از آثارهای باستانی منطقه به‌شمار می‌آید، و در فرهنگ مردم منطقه نقش مهمی دارد.
قابل ذکر است که کشاورزی، دامداری سنتی، مرغداری و صنعتی از جمله بخش‌های فعال اقتصادی این دهستان است، مرغداری کوخرد یکی از بزرگ‌ترین مرغداری‌های منطقه‌است، در سال ۱۳۶۸ خورشیدی به عنوان تولید کنند نمونه کشور شناخته شده‌است.

## فهرست منابع و مآخذ
- محمدیان، کوخردی، محمد، “ (به یاد کوخرد) “، ج۱. ج۲. چاپ اول، دبی: سال انتشار ۲۰۰۳ میلادی.
- محمدیان، کوخردی، محمد،  (شهرستان بستک و بخش کوخرد) ، ج۱. چاپ اول، دبی: سال انتشار ۲۰۰۵ میلادی.
- دکتر: رحمه، عبدالله، بن عبدالرحمن، “ (الامارات فی ذاکرة ابنائها) “، ج۳. سال انتشار ۱۹۹۰ میلادی به (عربی).
- سلامی، بستکی، احمد.  (بستک در گذرگاه تاریخ)  جلد دوم چاپ اول، ۱۳۷۲ خورشیدی.
- عباسی، قلی، مصطفی،  «بستک وجهانگیریه»،  چاپ اول، تهران: ناشر: شرکت انتشارات جهان معاصر، سال ۱۳۷۲ خورشیدی.
- بنی عباسیان، بستکی، محمد اعظم،  «تاریخ جهانگیریه»  چاپ تهران، سال ۱۳۳۹ خورشیدی.
- نشریه فرهنگ کوخرد، شماره پنجم، سال سوم، فروردین ۱۳۸۸ خورشیدی.
- محمدیان، کوخردی، محمد،  (مشایخ مدنی) ، چاپ دوم، دبی: سال انتشار ۲۰۰۲ میلادی.
- محمدیان، کوخردی، محمد،  (پَرندگان کوخرد) ، ج۱. چاپ اول،: سال انتشار ۲۰۰۹ میلادی.
- حبیبی، احمد.  (دُّر دری در کناره‌های خلیج فارس)  ناشر همسایه قم، انتشار سال ۱۳۷۵ خورشیدی.
- مهندس: موحد، جمیل. (بستک و خلیج فارس) چاپ اول، تهران: سال انتشار ۱۳۴۳ خورشیدی.
- بالود، محمد.  (فرهنگ عامه در منطقه بستک)  ناشر همسایه، چاپ زیتون، انتشار سال ۱۳۸۴ خورشیدی.
- الکوخردی، محمد، بن یوسف، (کُوخِرد حَاضِرَة اِسلامِیةَ عَلی ضِفافِ نَهر مِهران Kookherd, an Islamic District on the bank of Mehran River) الطبعة الثالثة، دبی: سنة ۱۹۹۷ للمیلاد.
- Human Anthropology in Persia
- بختیاری، سعید،  «اتواطلس ایران» ، “ مؤسسه جغرافیایی وکارتگرافی گیتاشناسی، بهار ۱۳۸۴ خورشیدی.
- دکتر:القاسمی، سلطان، بن محمد،  «(سرد الذّاتْ)» ، المؤسسة العربیة للدراسات والنشر ۲۰۰۹ میلادی.
- Peter Jackson and Lawrence Lockhart (Ed) (1986), Vol. 6th, The Cambridge History of Iran: Cambridge University Press
- القاسمی، کامله، بنت شیخ عبدالله، (تاریخ لنجة)  مکتبة دبی للتوزیع، الامارات: الطبعة الثانیة عام ۱۹۹۳ للمیلاد
- الوحیدی الخنجی، حسین بن علی بن احمد،  «تاریخ لنجه»،  الطبعة الثانیة دبی: دارالأمة للنشر والتوزیع، ۱۹۸۸ للمیلاد
- اطلس گیتاشناسی استان‌های ایران [Atlas Gitashenasi Ostanhai Iran] (Gitashenasi Province Atlas of Iran)
- محمد، صدیق، عبدالرزاق،  «صهوة الفارس فی تاریخ عرب فارس»،  چاپ اول، شارجه: چاپ خانه المعارف، ۱۹۹۳ میلادی.
- العصیمی، محمد بن دخیل، (عرب فارس)،  چاپ اول، دمام (عربستان سعودی): انتشاراتی الشاطیء الحدیثة، ۱۴۱۸ هجری قمری.
- حاتم، محمد بن غریب، تاریخ عرب الهولة،  چاپ اول، قاهره: دارالعرب للطباعة والنشر والتوزیع، ۱۹۹۷ میلادی.
- محمدیان، کوخردی، محمد. (وصف کوخرد)  ج۱. چاپ دوم، دبی: سال انتشار ۱۹۹۸ میلادی.
- ذکرت کوخرد فی واحد من اهم المراجع الاجنبیة التاریخیة عن ایران فی سنة ۱۶۴۹ للمیلاد، وهو کتاب: (کامبریدج عن تاریخ ایران)، فی المجلد السادس.
- جامعة اوکسفورد عام ۲۰۰۱ للمیلاد.
- Peter Jackson and Lawrence Lockhart (Ed) (1986), Vol. 6th, The Cambridge History of Iran: Cambridge University Press
- دکتر: اقتداری، لارستانی، احمد. (لارستان کهن)  ج۱. چاپ دوم، شرکت انتشارات جهان معاصر، تهران چاپ دوم، سال ۱۳۷۱ خورشیدی.
- بردال، حسن، و عباسی، داریوش. (هرمزگان)  ناشر:اداره کل فرهنگ وارشاد اسلامی استان هرمزگان، چاپ: مبینا، بندر عباس، سال ۱۳۸۸ خورشیدی.
- مهندس:، حاتم، محمد، غریب“ «تَاریخْ عَرَب الّهْولَة Huwala Arab History» “، دولة الکویت، ج۱. چاپ سوم، القاهرة، مصر، دارالأمین للطباعة والنشر والتوزیع، ۸ شارع أبوالمعالی، سال انتشار ۱۹۹۷ میلادی، Engineer: Mohammed gharhb Hatem , third edition: Egypt (Cairo),1997 & 2013
- محمد، صدیق «تارخ فارس» صفحه‌های (۵۰–۵۱)، چاپ سال ۱۹۹۳ میلادی.
- تصویب نامه بخش کوخرد